# Delta Volantis
Désignations
Delta Volantis (δ Vol / δ Volantis) est une étoile de la constellation du Poisson volant.
Delta Volantis est une géante lumineuse jaune-blanche de type F avec une magnitude apparente de +3,97. Elle est à environ 660 années-lumière de la Terre.